# Blue-Sky Research
Blue-Sky Research è un album in studio del gruppo musicale statunitense Taproot, pubblicato nel 2005.

## Tracce
1. I Will Not Fall for You – 3:01
2. Violent Seas – 3:45
3. Birthday – 4:29
4. Facepeeler – 4:49
5. Calling – 3:53
6. Forever Endeavor – 4:04
7. April Suits – 3:27
8. Lost in the Woods – 4:14
9. So Eager – 4:00
10. She – 3:25
11. Promise – 3:35
12. Nightmare – 4:02
13. Blue-Sky Research/What's Left – 4:42

## Formazione
- Mike DeWolf - chitarra
- Philip Lipscomb - basso
- Jarrod Montague - batteria
- Stephen Richards - chitarra, voce